# Jane Briggs Hart
Jane Briggs Hart, detta Janey (Detroit, 21 ottobre 1921 – West Hartford, 5 giugno 2015), è stata un'aviatrice statunitense.

## Biografia
Hart è nata a Detroit in Michigan, il 21 ottobre 1921. I suoi genitori erano Walter O. Briggs, imprenditore, e Jane Cameron. Ha frequentato l'Academies of the Sacred Heart a Grosse Pointe e a Torresdale in Pennsylvania e il Manhattanville College a New York. Nel 1970 all'età di 49 anni ha conseguito la laurea in antropologia presso la George Washington University.
Il 19 giugno 1943, ha sposato Philip Hart. La coppia avrà nove figli, uno dei quali morirà infante. Nel 1958 Philip Hart è stato eletto al Senato degli Stati Uniti, incarico che ha mantenuto fino al 1976.

### Carriera
Hart ha ottenuto la sua prima licenza di pilota durante la seconda guerra mondiale e più tardi è diventata la prima pilota di elicottero donna in Michigan.
All'inizio degli anni '60, Hart fu scelta per partecipare al Woman in Space Program della Fondazione Lovelace, un progetto finanziato privatamente e destinato a sottoporre le donne pilota ai test di idoneità degli astronauti, sottoponendole agli stessi test fisici sviluppati dalla NASA per gli astronauti. All'età di 40 anni, Hart divenne una delle uniche 13 donne (in seguito soprannominate Mercury 13) a qualificarsi.
Nel 2007, Hart è stata inserita nella Michigan Women's Hall of Fame.

### Carriera politica
Come suo marito, Hart ha avuto un costante interesse per la politica. Era attiva nelle campagne politiche di suo marito (compreso il condurlo alle fermate elettorali) e ha ricoperto il ruolo di vicepresidente del Comitato Democratico della Contea di Oakland. È stata uno dei membri fondatori della National Organization of Women e ha ricoperto il ruolo di membro del consiglio di direzione e delegato della convenzione nazionale della National Organization of Women per la contea di Birmingham.
Mentre viveva a Washington, Hart si è guadagnata la reputazione di anticonformista. È stata anche molto attiva e decisa nella sua opposizione alla Guerra del Vietnam, che a volte è stato un imbarazzo per suo marito. Ad esempio nel 1969 fu arrestata durante una manifestazione contro la guerra presso il Pentagono. Nel 1972, annunciò la sua intenzione di smettere di pagare le imposte federali sul reddito, affermando: "Non posso contribuire con un dollaro in più all'acquisto di altre bombe e proiettili". Ciononostante, il senatore Hart ha sempre sostenuto sua moglie, anche se non era d'accordo con molte delle sue decisioni.

### Altre attività
Hart è stato anche un'appassionata velista e ha navigato per 15 volte nella regata Bayview Mackinac Boat come membro di un equipaggio di sole donne.
Dopo la morte del marito, Hart ha donato diverse scatole di album, fotografie e ritagli di giornale della sua vita come moglie del senatore e aviatore alla Bentley Historical Library della Università del Michigan.

### Morte
Hart è morta il 5 giugno 2015 a West Hartford in Connecticut per complicazioni derivanti dalla Malattia di Alzheimer a 93 anni.